# Elatostema hirtellum
Elatostema hirtellum är en nässelväxtart som först beskrevs av Wen Tsai Wang, och fick sitt nu gällande namn av Wen Tsai Wang. Elatostema hirtellum ingår i släktet Elatostema och familjen nässelväxter. Inga underarter finns listade i Catalogue of Life.